# Conistra elsa
Conistra elsa là một loài bướm đêm trong họ Noctuidae.